# Liste der Kulturdenkmale in Cunnersdorf (Bannewitz)
Die Liste der Kulturdenkmale in Cunnersdorf enthält die in der amtlichen Denkmalliste des Landesamtes für Denkmalpflege Sachsen ausgewiesenen Kulturdenkmale im Bannewitzer Ortsteil Cunnersdorf.
Die Anmerkungen sind zu beachten.
Diese Liste ist eine Teilliste der Liste der Kulturdenkmale im Landkreis Sächsische Schweiz-Osterzgebirge. 

Diese Liste ist eine Teilliste der Liste der Kulturdenkmale in Sachsen.

## Legende
- Bild: Bild des Kulturdenkmals, ggf. zusätzlich mit einem Link zu weiteren Fotos des Kulturdenkmals im Medienarchiv Wikimedia Commons. Wenn man auf das Kamerasymbol klickt, können Fotos zu Kulturdenkmalen aus dieser Liste hochgeladen werden:
- Bezeichnung: Denkmalgeschützte Objekte und ggf. Bauwerksname des Kulturdenkmals
- Lage: Straßenname und Hausnummer oder Flurstücknummer des Kulturdenkmals. Die Grundsortierung der Liste erfolgt nach dieser Adresse. Der Link (Karte) führt zu verschiedenen Kartendiensten mit der Position des Kulturdenkmals. Fehlt dieser Link, wurden die Koordinaten noch nicht eingetragen. Sind diese bekannt, können sie über ein Tool mit einer Kartenansicht einfach nachgetragen werden. In dieser Kartenansicht sind Kulturdenkmale ohne Koordinaten mit einem roten bzw. orangen Marker dargestellt und können durch Verschieben auf die richtige Position in der Karte mit Koordinaten versehen werden. Kulturdenkmale ohne Bild sind an einem blauen bzw. roten Marker erkennbar.
- Datierung: Baubeginn, Fertigstellung, Datum der Erstnennung oder grobe zeitliche Einordnung entsprechend des Eintrags in der sächsischen Denkmaldatenbank
- Beschreibung: Kurzcharakteristik des Kulturdenkmals entsprechend des Eintrags in der sächsischen Denkmaldatenbank, ggf. ergänzt durch die dort nur selten veröffentlichten Erfassungstexte oder zusätzliche Informationen
- ID: Vom Landesamt für Denkmalpflege Sachsen vergebene, das Kulturdenkmal eindeutig identifizierende Objekt-Nummer. Der Link führt zum PDF-Denkmaldokument des Landesamtes für Denkmalpflege Sachsen. Bei ehemaligen Kulturdenkmalen können die Objektnummern unbekannt sein und deshalb fehlen bzw. die Links von aus der Datenbank entfernten Objektnummern ins Leere führen. Ein ggf. vorhandenes Icon  führt zu den Angaben des Kulturdenkmals bei Wikidata.

## Cunnersdorf
| Bild                                    | Bezeichnung                                                          | Lage                                                  | Datierung                                                            | Beschreibung | ID       |
| --------------------------------------- | -------------------------------------------------------------------- | ----------------------------------------------------- | -------------------------------------------------------------------- | --- | -------- |
|                                         | Brunnenhaus/Pumpenhaus                                               | südlich der Dresdner Gemarkung Coschütz, am Kaitzbach | 1910/1912 (Brunnenhaus)                                              | Brunnenhaus/Pumpenhaus; versorgte die Felsenkellerbrauerei (Dresden), möglicherweise von dort noch genutzt, markanter, historisierender Klinker-Putz-Bau über oktogonalem Grundriss, als Zweckbau ansprechend gestaltet, ortsgeschichtlich, technikgeschichtlich und wirtschaftsgeschichtlich bedeutend, als Gruppe mit zwei weiteren Pumpenhäusern auf benachbarter Flur (siehe Dresden, OT Coschütz) zudem mit Seltenheitswert | 09304481 |
|                                         | Ehemaliges Wohnstallhaus                                             | Freitaler Straße 5 (Karte)                            | 1. Hälfte 19. Jh. (Wohnstallhaus)                                    | Ehemaliges Wohnstallhaus; Obergeschoss Fachwerk, baugeschichtlich von Bedeutung | 08964251 |
|                                         | Wohnhaus, Seitengebäude und Hofeinfahrt eines Dreiseithofs           | Freitaler Straße 14 (Karte)                           | Ende 18. Jh. (Bauernhaus)                                            | Wohnhaus, Seitengebäude und Hofeinfahrt eines Dreiseithofs; Obergeschoss Fachwerk, baugeschichtliche Bedeutung | 08964252 |
|                                         | Cunnersdorfer Schule                                                 | Kaitzer Straße 2 (Karte)                              | Ende 19. Jh. (Schule)                                                | Schulgebäude (Nr. 2) und Turnhalle (Nr. 4); Gründerzeitgebäude, ortsgeschichtliche Bedeutung | 08964255 |
|                                         | Cunnersdorfer Schule                                                 | Kaitzer Straße 4 (Karte)                              | 1908 (Turnhalle)                                                     | Schulgebäude (Nr. 2) und Turnhalle (Nr. 4); Gründerzeitgebäude, ortsgeschichtliche Bedeutung | 08964255 |
| Direkt Bild zu diesem Denkmal hochladen | Sachgesamtheit Windbergbahn, Teilabschnitt Bannewitz, OT Cunnersdorf | Bannewitz, OT Cunnersdorf (Karte)                     | 1855–1856                                                            | Sachgesamtheitsbestandteil der Sachgesamtheit Windbergbahn, Teilabschnitt Bannewitz, OT Cunnersdorf, mit dem Einzeldenkmal: Bahnhof mit Empfangsgebäude (Wartehalle) – (Einzeldenkmal ID-Nr. 09301634, Schachtstraße hinter Nr. 23) und dem Streckenverlauf als Sachgesamtheitsteil (Sachgesamtheit ID-Nr. 09301623); Sachgesamtheit mit allen Bahnanlagen, darunter Gleisanlagen mit Unter- und Oberbau, Streckenkilometrierung, Fernmelde- und Signalanlagen, Bahnstationen einschließlich aller Funktionsbauten, Wärterhäuschen, Brücken und Durchlässen in den Gemeinden Freital (OT Potschappel, Birkigt, Burgk und Kleinnaundorf), Bannewitz (OT Bannewitz, Boderitz, Cunnersdorf, Hänichen und Possendorf) und Dresden (OT Gittersee), technisch herausragende, singuläre Gebirgsstrecke aus der Frühzeit der Eisenbahngeschichte zum Transport der im Freitaler Revier abgebauten Steinkohle und Anbindung der hiesigen Industrie, von industriegeschichtlicher und eisenbahngeschichtlicher Bedeutung. | 09301633 |
|                                         | Bahnhof Boderitz-Cunnersdorf (Einzeldenkmal zu ID-Nr. 09301633)      | Schachtstraße 23 (hinter) (Karte)                     | 1923 (Empfangsgebäude)                                               | Einzeldenkmal der Sachgesamtheit Windbergbahn, Teilabschnitt Bannewitz, OT Cunnersdorf: Bahnhof mit Empfangsgebäude (Wartehalle) und Nebengebäude; technisch herausragende, singuläre Gebirgsstrecke aus der Frühzeit der Eisenbahngeschichte | 09301634 |
|                                         | Wohnstallhaus und Seitengebäude eines Bauernhofes                    | Thomas-Müntzer-Straße 6; 8 (Karte)                    | 1. Hälfte 19. Jh. (Wohnstallhaus); 2. Hälfte 19. Jh. (Seitengebäude) | Wohnstallhaus (Nr. 8) und Seitengebäude (Nr. 6) eines Bauernhofes; zwei massive Wohngebäude, baugeschichtliche Bedeutung | 09301613 |